# Lesezeichen (World Wide Web)

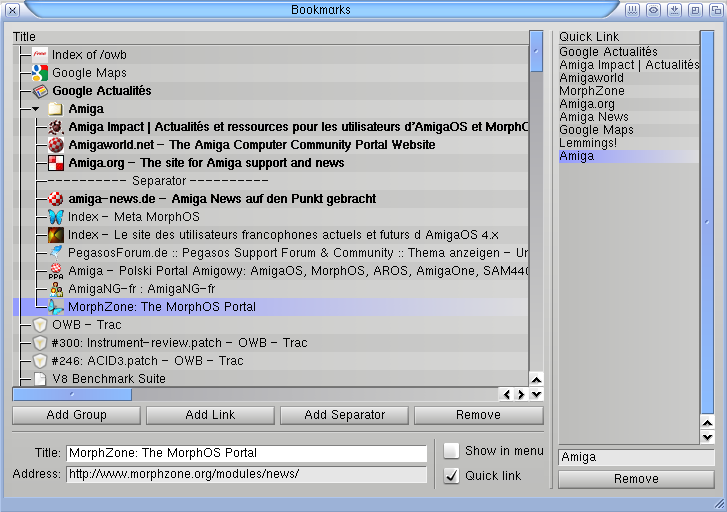
Link-Sammlung

Lesezeichen, Bookmarks oder Favoriten sind von Internetnutzern gespeicherte Links zu Webseiten, die deren schnelles Wiederauffinden erleichtern sollen.

## Weitere Einzelheiten
Lesezeichen werden zumeist als Link-Sammlung gespeichert. In dieser Sammlung können sie in Ordnern und Unterordnern verwaltet und übersichtlich dargestellt werden. Durch Mausklick auf ein Lesezeichen wird die hinterlegte Webseite im Webbrowser geöffnet.
Lesezeichen helfen dabei, eine einmal gefundene Seite ohne Suchmaschine wiederzufinden. Sie sind außerdem hilfreiche Sprungmarken in komplexen Online-Shops und redaktionellen Websites, um direkt zu einem Produkt, Artikel oder einem Forenbeitrag zu gelangen.
In Unternehmen gehören Lesezeichen zum Link Management.
Oft wird in den Lesezeichen neben dem Titel der Seite auch ihr Favicon angezeigt, um sie schneller finden zu können. Außerdem besteht die Möglichkeit, über sogenannte Bookmarklet JavaScript-Anweisungen als Lesezeichen abzuspeichern.

## Dynamische Lesezeichen
Dynamische Lesezeichen (englisch: Live Bookmarks) ermöglichen es, RSS-Feeds als Lesezeichen abzulegen. Sie werden meist bei jedem Browser-Start neu geladen und dann in regelmäßigen Abständen aktualisiert. Die Webbrowser Firefox, Apple Safari und Internet Explorer unterstützen dynamische Lesezeichen. Beginnend mit Firefox Version 64 im Dezember 2018 hat Mozilla die Unterstützung von Live-Bookmarks eingestellt.

## Social Bookmarks
Social Bookmarks sind Lesezeichen, die von mehreren Nutzern gemeinsam auf einem Server im Internet oder im Intranet abgelegt und genutzt werden. Sie werden gemeinsam verwaltet, jeder Berechtigte kann darauf zugreifen. Viele sind auch für Jedermann zugänglich. Der Zugriff auf den Dienst erfolgt meist über einen Webbrowser. Für manche Dienste gibt es auch spezielle Browser-Erweiterungen, um die Bedienung zu erleichtern. Lesezeichen werden oft auch als abonnierbare Liste (meist als RSS-Feed) publiziert.

## Datenformate
- XBEL ist ein Datenformat zum Speichern und Übertragen von Lesezeichen. XBEL ist ein Unterformat im XML-Standard.
- Firefox und Lynx verwalten Lesezeichen in einer HTML-Datei.
- Opera verwendet eine speziell formatierte Textdatei.
- Der Internet Explorer verwendet für die Favoriten für jeden Eintrag eine eigene Datei. Diese legt er im Dateisystem in Unterordnern an.